# Pro League 2009-10
La Primera División de Bélgica 2009/10 (también conocida como Jupiler Pro League por motivos de patrocinio) fue la 107.ª temporada de la máxima competición futbolística en Bélgica.

## Temporada regular
| Pos | Equipo              | Pts | PJ | PG | PE | PP | GF | GC | DG  | Notas                          |
| --- | ------------------- | --- | -- | -- | -- | -- | -- | -- | --- | ------------------------------ |
| 1.  | R.S.C. Anderlecht   | 69  | 28 | 22 | 3  | 3  | 62 | 20 | +42 | Play-off por el campeonato     |
| 2.  | Club Brujas         | 57  | 28 | 17 | 6  | 5  | 52 | 33 | +19 | Play-off por el campeonato     |
| 3.  | Gent                | 49  | 28 | 14 | 7  | 7  | 49 | 30 | +19 | Play-off por el campeonato     |
| 4.  | Kortrijk            | 45  | 28 | 12 | 9  | 7  | 39 | 30 | +9  | Play-off por el campeonato     |
| 5.  | Sint-Truiden        | 42  | 28 | 12 | 6  | 10 | 35 | 35 | 0   | Play-off por el campeonato     |
| 6.  | Zulte Waregem       | 41  | 28 | 10 | 11 | 7  | 39 | 32 | +7  | Play-off por el campeonato     |
| 7.  | Mechelen            | 39  | 28 | 12 | 3  | 13 | 36 | 46 | -10 | Play-off de Europa League      |
| 8.  | Standard Lieja      | 39  | 28 | 10 | 9  | 9  | 38 | 34 | +4  | Play-off de Europa League      |
| 9.  | Cercle Brugge       | 38  | 28 | 11 | 5  | 12 | 45 | 40 | +5  | Play-off de Europa League      |
| 10. | Germinal Beerschot  | 35  | 28 | 9  | 8  | 11 | 30 | 43 | -13 | Play-off de Europa League      |
| 11. | Genk                | 34  | 28 | 8  | 10 | 10 | 33 | 31 | +2  | Play-off de Europa League      |
| 12. | Westerlo            | 32  | 28 | 8  | 8  | 12 | 28 | 34 | -6  | Play-off de Europa League      |
| 13. | Charleroi           | 23  | 28 | 5  | 8  | 15 | 28 | 45 | -17 | Play-off de Europa League      |
| 14. | Lokeren             | 18  | 28 | 5  | 3  | 20 | 22 | 54 | -32 | Play-off de Europa League      |
| 15. | Roeselare           | 18  | 28 | 4  | 6  | 18 | 29 | 58 | -29 | Play-off de descenso           |
| 16. | Excelsior Mouscron* | 0   | 0  | 0  | 0  | 0  | 0  | 0  | 0   | Descenso a la Tercera División |

* Mouscron terminó en el último lugar debido a la bancarrota, y todos los resultados de los partidos que jugó en la temporada fueron cancelados.

## Play-off por el campeonato
- Los equipos que clasifican a este grupo, comienzan con la mitad de puntos obtenidos durante la temporada regular, con el eventual redondeo.

| Pos | Equipo        | Pts | PJ | PG | PE | PP | GF | GC | DG  | Notas                                                          |
| --- | ------------- | --- | -- | -- | -- | -- | -- | -- | --- | -------------------------------------------------------------- |
| 1.  | Anderlecht    | 59  | 10 | 7  | 3  | 0  | 24 | 9  | +15 | Liga de Campeones de la UEFA 2010-11 Tercera ronda previa      |
| 2.  | Gent          | 41  | 10 | 4  | 4  | 2  | 20 | 13 | +7  | Liga de Campeones de la UEFA 2010-11 Tercera ronda previa      |
| 3.  | Club Brujas   | 41  | 10 | 3  | 3  | 4  | 14 | 15 | -1  | Liga Europea de la UEFA 2010-11 Cuarta ronda previa (play-off) |
| 4.  | Sint-Truiden  | 34  | 10 | 3  | 4  | 3  | 9  | 10 | -1  | Testmatch                                                      |
| 5.  | Kortrijk      | 33  | 10 | 3  | 1  | 6  | 9  | 13 | -4  |                                                                |
| 6.  | Zulte Waregem | 28  | 10 | 2  | 1  | 7  | 7  | 23 | -16 |                                                                |

## Play-off de Europa League
| Clave                                |
| ------------------------------------ |
| Ganador del grupo, avanza a la final |

### Grupo A
| Equipo        | PJ | PG | PE | PP | GF | GC | DG | Pts |
| ------------- | -- | -- | -- | -- | -- | -- | -- | --- |
| Westerlo      | 6  | 3  | 1  | 2  | 12 | 9  | +3 | 10  |
| Mechelen      | 6  | 3  | 1  | 2  | 10 | 8  | +2 | 10  |
| Cercle Brugge | 6  | 2  | 1  | 3  | 9  | 12 | -3 | 7   |
| Lokeren       | 6  | 1  | 3  | 2  | 12 | 14 | -2 | 6   |

|               | CER | LOK | KVM | WES |
| ------------- | --- | --- | --- | --- |
| Cercle Brugge | –   | 1–1 | 2–1 | 2–0 |
| Lokeren       | 5–3 | –   | 2–2 | 3–3 |
| Mechelen      | 1–0 | 3–1 | –   | 1–3 |
| Westerlo      | 4–1 | 2–0 | 0–2 | –   |

### Grupo B
| Equipo             | PJ | PG | PE | PP | GF | GC | DG | Pts |
| ------------------ | -- | -- | -- | -- | -- | -- | -- | --- |
| Genk               | 6  | 5  | 1  | 0  | 12 | 3  | +9 | 16  |
| Standard           | 6  | 2  | 2  | 2  | 8  | 5  | +3 | 8   |
| Germinal Beerschot | 6  | 1  | 2  | 3  | 6  | 12 | -6 | 5   |
| Charleroi          | 6  | 1  | 1  | 4  | 4  | 10 | -6 | 4   |

|                    | CHA | GNK | GBA | STA |
| ------------------ | --- | --- | --- | --- |
| Charleroi          | –   | 1–2 | 0–1 | 1–0 |
| Genk               | 3–0 | –   | 2–0 | 1–0 |
| Germinal Beerschot | 2–2 | 1–3 | –   | 2–2 |
| Standard           | 2–0 | 1–1 | 3–0 | –   |

### Final de la eliminatoria de Europa League
Los ganadores de los dos grupos de play-offs van a competir a doble partido. El ganador en el global competirá en otro partido (llamado Testmatch) contra un equipo de la eliminatoria del campeonato. Si ambos equipos están empatados después de dos partidos, se aplicará la regla de goles de visitante. En caso de que persista el empate, se jugará tiempo extra y, si es necesario, se llevará a cabo una definición por penales.
| 2 de mayo de 2010 | Genk                       | 2 – 2   | Westerlo                  | Cristal Arena, Genk,                                      |                                                           |
|                   | De Bruyne 84' · Yeboah 90' | Reporte | Iakovenko 22' · Liliu 62' | Asistencia: 18.125 espectadores Árbitro(s): Paul Allaerts | Asistencia: 18.125 espectadores Árbitro(s): Paul Allaerts |

| 7 de mayo de 2010 | Westerlo | 0 – 3   | Genk                                       | Het Kuipje, Westerlo,                                    |                                                          |
|                   |          | Reporte | João Carlos 4' · Buffel 71' · Ogunjimi 81' | Asistencia: 8.200 espectadores Árbitro(s): Johan Verbist | Asistencia: 8.200 espectadores Árbitro(s): Johan Verbist |

Genk gana por un global de 5-2.

### Testmatch
El cuarto clasificado de la eliminatoria por el campeonato y el ganador de los play-off de Europa League compitieron por un lugar en la tercera ronda previa de la UEFA Europa League 2010-11. 
Nota: El lugar en la segunda ronda previa de la UEFA Europa League 2010-11 fue tomado por el Cercle Brugge, quien fue subcampeón de la Copa de Bélgica, porque el ganador Gent clasificó a la Liga de Campeones.
| 13 de mayo de 2010 | Genk                     | 2 – 1   | Sint-Truiden | Cristal Arena, Genk,                                           |                                                                |
|                    | Ogunjimi 19' · Camus 59' | Reporte | Sidibe 40'   | Asistencia: 22.183 espectadores Árbitro(s): Jérôme Efong Nzolo | Asistencia: 22.183 espectadores Árbitro(s): Jérôme Efong Nzolo |

| 16 de mayo de 2010 | Sint-Truiden                 | 2 – 3   | Genk                                  | Staaienveld, Sint-Truiden, |                           |
|                    | Sidibe 6' (pen.) · Onana 79' | Reporte | Ogunjimi 21' · Barda 44' · Buffel 56' | Árbitro(s): Johan Verbist  | Árbitro(s): Johan Verbist |

Genk gana por un global de 5-3 y clasifica a la UEFA Europa League.

## Play-off de descenso
Participantes:
- K.S.V. Roeselare (15° puesto en Primera División)
- K.V.S.K. United Overpelt-Lommel (2° puesto en Segunda División)
- R.A.E.C. Mons (3° puesto en Segunda División)
- K.A.S. Eupen (4° puesto en Segunda División)

| Equipo      | Pts | PJ | PG | PE | PP | GF | GC |
| ----------- | --- | -- | -- | -- | -- | -- | -- |
| Eupen       | 13  | 6  | 4  | 1  | 1  | 9  | 4  |
| Mons        | 8   | 6  | 2  | 2  | 2  | 8  | 8  |
| KVSK United | 6   | 6  | 2  | 0  | 4  | 7  | 7  |
| Roeselare   | 6   | 6  | 1  | 3  | 2  | 5  | 10 |

| Mons        | 3-2 | Eupen       |
| Roeselare   | 2-1 | KVSK United |
| KVSK United | 1-0 | Mons        |
| Eupen       | 3-0 | Roeselare   |
| Eupen       | 1-0 | KVSK United |
| Mons        | 2-2 | Roeselare   |

| KVSK United | 0-1 | Eupen       |
| Roeselare   | 0-0 | Mons        |
| KVSK United | 4-1 | Roeselare   |
| Eupen       | 2-1 | Mons        |
| Roeselare   | 0-0 | Eupen       |
| Mons        | 2-1 | KVSK United |

## Goleadores
| #                             | Jugador                       | Club                                 | Goles |
| ----------------------------- | ----------------------------- | ------------------------------------ | ----- |
| 1                             | Romelu Lukaku                 | Anderlecht                           | 15    |
| 2                             | Dorge Kouemaha                | Club Brujas                          | 13    |
| 2                             | Ibrahim Sidibe                | Sint-Truiden                         | 13    |
| 4                             | Teddy Chevalier               | Zulte Waregem                        | 12    |
| 4                             | Cyril Théréau                 | Charleroi                            | 12    |
| 6                             | Dawid Janczyk                 | Lokeren (9) y Germinal Beerschot (2) | 11    |
| 7                             | Milan Jovanović               | Standard Lieja                       | 10    |
| 8                             | Christian Benteke             | Kortrijk                             | 9     |
| 8                             | Mbark Boussoufa               | Anderlecht                           | 9     |
| 8                             | Elimane Coulibaly             | Gent                                 | 9     |
| 8                             | Dominic Foley                 | Cercle Brugge                        | 9     |
| 8                             | Faris Haroun                  | Germinal Beerschot                   | 9     |
| 13                            | 6 jugadores                   | 6 jugadores                          | 8     |
| 19                            | 5 jugadores                   | 5 jugadores                          | 7     |
| 24                            | 11 jugadores                  | 11 jugadores                         | 6     |
| 35                            | 11 jugadores                  | 11 jugadores                         | 5     |
| 46                            | 17 jugadores                  | 17 jugadores                         | 4     |
| 63                            | 19 jugadores                  | 19 jugadores                         | 3     |
| 82                            | 38 jugadores                  | 38 jugadores                         | 2     |
| 120                           | 60 jugadores                  | 60 jugadores                         | 1     |
| Autogoles                     | Autogoles                     | Autogoles                            | 12    |
| Total de goles                | Total de goles                | Total de goles                       | 614   |
| Total de partidos             | Total de partidos             | Total de partidos                    | 228   |
| Promedio de goles por partido | Promedio de goles por partido | Promedio de goles por partido        | 2.69  |